# فيكوإريثروبيلين
فيكوإريثروبيلين مركب من مركبات فيكوبيلين الصباغية، وهو ذو لون أحمر. يتألف المركب بنيوياً من أربع حلقات بيرول خطية، ويعد حاملاً للون في البكتيريا الزرقاء (الزراقم) وفي الطحالب الحمراء والزرقاء.
يدخل فيكوإريثروبيلين في بنية بروتين الفيكوسيانين، حيث يكون مرتبطاً بشكل تساهمي عبر رابطة ثيوإيثر.